# Iluminaciones
Iluminaciones (o Las Iluminaciones) es una colección de poemas en prosa del poeta francés Arthur Rimbaud, aparecida parcialmente en la revista literaria parisina La Vogue entre mayo y junio de 1886. El texto fue reimpreso en forma de libro en octubre de 1886 bajo el título Les Iluminations propuesto por el poeta Paul Verlaine, antiguo amigo y amante de Rimbaud. En el prefacio, Verlaine explicó que el título venía de la palabra inglesa iluminations, que era el subtítulo que Rimbaud había elegido para el libro. Verlaine fechó la composición del mismo entre 1873 y 1875.
Rimbaud escribió la mayoría de poemas de Las Iluminaciones durante su estadía en Inglaterra con Verlaine. La escritura de los textos siguió durante las peregrinaciones de Rimbaud en 1873 desde Londres, donde esperaba hallar tranquilidad para escribir, a Charleville y Stuttgart en 1875.

## Contenido, estilo y temas

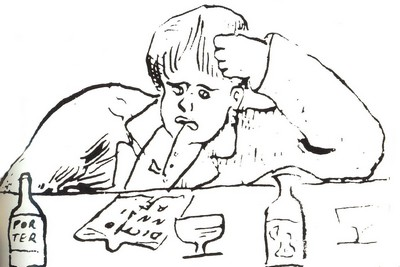
Dibujo de Rimbaud por Paul Verlaine.

En gran parte debido a las circunstancias en que se publicaron los poemas de Las Iluminaciones, no hay un consenso sobre el orden en que Rimbaud quería que aparecieran los poemas. No obstante, los editores siguen algunas convenciones respecto al orden. Por ejemplo, casi invariablemente todas las publicaciones de Las Iluminaciones empiezan con el poema Después del diluvio. Y a pesar de esta gran controversia, varios expertos señalan que el orden en que vayan los poemas es irrelevante.
La colección consta casi exclusivamente de poemas en prosa, siendo las únicas excepciones Marina y Movimiento, que están en verso libre. Estos dos poemas son sorprendentes no solo por ser las únicas excepciones en Las Iluminaciones, sino por ser también los primeros poemas en verso libre escritos en lengua francesa. Entre los géneros de prosa poética y verso libre, los poemas de Las Iluminaciones poseen grandes distintivos. Aunque influenciados por los poemas en prosa de El Spleen de París de Charles Baudelaire, las prosas de Rimbaud difieren grandemente con las de Baudelaire porque no poseen elementos prosaicos como narración de eventos o transiciones. Debido a estas diferencias, los poemas en prosa de Rimbaud son más profundos y poéticos que los de Baudelaire. Estas diferencias también contribuyeron al carácter surrealista de Las Iluminaciones. Aunque Rimbaud fue anterior al movimiento surrealista, se dijo que él escribió los primeros textos de este tipo debido a las alucinaciones, y a los aspectos ensoñadores de sus poemas. Otro aspecto del estilo de Rimbaud, que también contribuyó al carácter visionario de sus poemas, es el uso de palabras por su poder evocativo más que por su significado literal. Y además de estos aspectos estilísticos, Las Iluminaciones poseen una gran variedad de imágenes sensoriales.
Debido a que los poemas de esta colección son tan diversos y con tanto contenido propio, cubren una gran variedad de temas. Un tema evidente a lo largo del texto es la protesta. Esto a aparece desde el primer poema, Después del diluvio, y continúa en varios poemas del texto. En Las Iluminaciones, Rimbaud parece protestar de casi todo lo que la sociedad actual ofrece. Otro tema recurrente es el ambiente ciudadano, notoriamente en el poema Ciudad. Este tema está presente prominentemente en al menos seis poemas de Las iluminaciones, y aparece esbozado en muchos otros. Otros temas incluyen la angustia, el éxtasis, la metamorfosis, la naturaleza, los viajes, la creación y la destrucción.

## Trasfondo
Nadie sabe exactamente cuándo escribió Rimbaud Las Iluminaciones. Sin embargo, se puede decir que no fueron escritos todos en las mismas fechas. Se sabe que los poemas fueron escritos en varios lugares diferentes, como en París, Londres y Bélgica. También hay que tomar en cuenta que Rimbaud vivió con personas diferentes mientras escribía el texto. Estuvo con Verlaine en París desde septiembre de 1871 hasta julio de 1872, haciendo un pequeño viaje a Charleville en marzo, abril y mayo. Luego los dos viajaron a Bélgica y a Londres en agosto de 1872. Fue este viaje el que le dio a Rimbaud las imágenes que usaría en sus poemas con fondo de ciudad inglesa. Ambos permanecieron todo el año siguiente en Londres, con Rimbaud visitando dos veces Charleville. Durante estos meses con Verlaine, Rimbaud creció y maduró. La mayoría de poemas de Las Iluminaciones fueron escritos en este período. Rimbaud incluso retrata a dos amigos en su poema Vagabundos, que Verlaine reconoció luego como a ellos dos.
Cuando su relación con Verlaine acabó con el episodio en Bruselas, Rimbaud fue a vivir con Germain Nouveau a Londres en 1874, corrigiendo varios poemas y escribiendo otros nuevos para Las Iluminaciones. En cuanto a los manuscritos de la obra, se sabe que en los caso de Ciudades [I], y en parte el de Metropolitano (copiado con la caligrafía de Rimbaud y Nouveau),  solo se conservan los autógrafos hechos por Nouveau.  La naturaleza de la relación que existía entre Nouveau y Rimbaud permanece desconocida debido a la falta de información de su vida en común. Aunque no se conoce mucho de lo que aconteció a Rimbaud en este año, se sabe con certeza que en febrero de 1875 Rimbaud le dio el texto subtitulado Les Iluminations a Verlaine.

## Opinión crítica
Rimbaud fue el tema central de un capítulo completo en el libro Los poetas malditos de Paul Verlaine, mostrando la gran devoción que tenía Verlaine por el joven poeta. También escribió la introducción a la edición de 1891 de Las Iluminaciones, indicando que a pesar de los años en que nadie había oído hablar de Rimbaud sus obras seguían siendo relevantes e invaluables.
Albert Camus, aclamado filósofo y autor, llamó a Rimbaud "el poeta de la rebeldía, y el más grande que ha habido".

## Influencia y legado
El profesor de la Universidad de Exeter, Martin Sorrell aseveró que Rimbaud aun hoy en día es influyente y no sólo en círculos "literarios y artísticos", sino en los estratos políticos, habiendo inspirado revoluciones anti-racionalistas en América, Italia, Rusia y Alemania.  Sorrell aclamó a Rimbaud como un poeta de alta reputación en nuestros días, indicando su influencia sobre el músico Bob Dylan, Luis Alberto Spinetta y escritores como Octavio Paz y Christopher Hampton.
Simbolismo: La revista literaria parisina La Vogue fue la primera en publicar Las Iluminaciones. Sabiendo poco sobre la vida de Rimbaud, su editor Gustave Kahn lo introdujo como "el Arthur Rimbaud tardío", facilitando así su adopción por parte de los simbolistas como una figura poética legendaria. El estilo y las elecciones sintácticas de Rimbaud apuntaban a tendencias simbolistas, como el uso de sustantivos plurales abstractos.
Dadaísmo: En su rechazo a lo sensible y a lo lógico, el Dadaísmo aclamó la habilidad de Rimbaud para escribir cosas abstractas e irrealizables. Esto apoyó el rol de Rimbaud en las revoluciones ya que el Dadaísmo fue en sí una protesta contra los ideales capitalistas, que ellos creían eran la raíz de todas las guerras.
Surrealismo: La poesía de Rimbaud fue "surrealista incluso antes de que la palabra se hubiera inventado o que el movimiento hubiera aparecido". A pesar de que los miembros de este grupo deshonraban toda arte anterior a su tiempo, Rimbaud fue uno de sus pocos predecesores en ser reconocidos por ellos. Como los dadaístas, los surrealistas no aceptaban la racionalidad; que ellos creían era la fuente de toda tristeza e injusticia. La pasión de Rimbaud por tratar de cambiar la vida hacía eco al llamado del Surrealismo de cambiar la realidad por medio de imposibilidades. Una gran diferencia entre surrealistas y Rimbaud, es que Rimbaud nunca se abandonó a la escritura automática, método que pregonaba el Surrealismo.
La obra inspiró el ciclo de canciones para voz aguda y cuerdas de Benjamin Britten, Les Illuminations en 1939.

## Poemas que contiene
1* Après le Déluge (Después del Diluvio)
2* Enfance (Infancia);
3* Conte (Cuento);
4* Parade (Parada);
5* Antique (Antiguo);
6* Being Beauteous (Being Beauteous);
7* O la face cendrée (O la faz cenicienta);
8* Vies (Vidas);
9* Départ (Ida);
10* Royauté (Realeza);
11* A une raison (A una razón);
12* Matinée d'ivresse (Mañana de ebriedad);
13* Phrases (Frases);
14* Ouvriers (Obreros);
15* Les Ponts (Los Puentes);
16* Ville (Ciudad);
17* Ornières (Carriles);
18* Villes [II] (Ce sont des villes...) [Ciudades [II] (Son ciudades...)];
19* Vagabonds (Vagabundos);
20* Villes [I] (L'acropole officielle...) [Ciudades [I] (La acrópolis oficial...)];
21* Veillées (Vigilias);
22* Mystique (Mística);
23* Aube (El Alba);
24* Fleurs (Flores);
25* Nocturne vulgaire (Nocturno vulgar);
26* Marine (Marina);
27* Fête d'hiver (Fiesta de invierno);
28* Angoisse (Angustia);
29* Métropolitain (Metropolitano);
30* Barbare (Bárbaro);
31* Fairy (Fairy);
32* Guerre (Guerra);
33* Solde (Sueldo);
34* Jeunesse (Juventud);
35* Promontoire (Promontorio);
36* Dévotion (Devoción);
37* Démocratie (Democracia);
38* Scènes (Escenas);
39* Soir historique (Noche histórica);
40* Bottom (Bottom);
41* H (H);
42* Mouvement (Movimiento);
43* Génie (Genio);